# Thrassis acamantis
Thrassis acamantis är en loppart som först beskrevs av Rothschild 1905.  Thrassis acamantis ingår i släktet Thrassis och familjen fågelloppor.

## Underarter
Arten delas in i följande underarter:
- T. a. acamantis
- T. a. howelli
- T. a. media
- T. a. pristinus
- T. a. utahensis